# Vilaller
Vilaller ist eine Gemeinde (municipi) mit 506 Einwohnern (Stand: 2024) in der Provinz Lleida in der Autonomen Region Katalonien. Zur Gemeinde gehört neben dem Hauptort Vilaller die Ortschaft Senet de Barrabés.

## Lage
Vilaller liegt 75 Kilometer nördlich von Lleida in den Bergen der südlichen Pyrenäen in einer durchschnittlichen Höhe von ca. 980 m am Noguera Ribagorzana.

## Bevölkerungsentwicklung
| Jahr      | 1970 | 1981 | 1990 | 2001 | 2011 | 2021 |
| Einwohner | 892  | 939  | 592  | 589  | 691  | 554  |

## Sehenswürdigkeiten

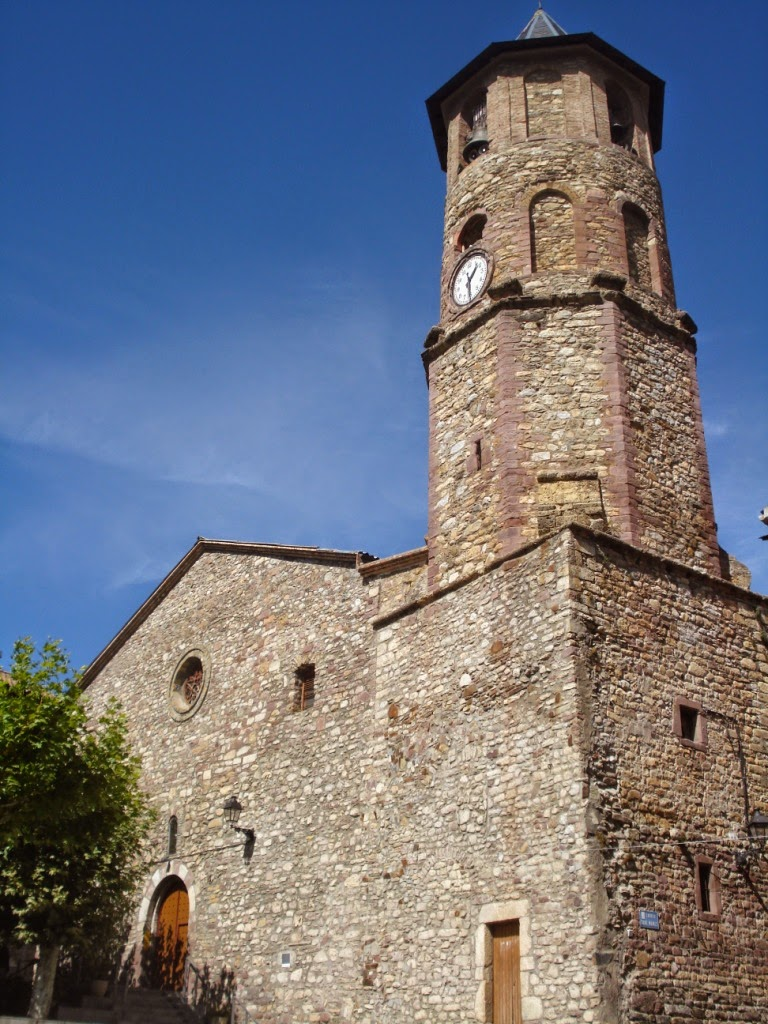
Clemenskirche
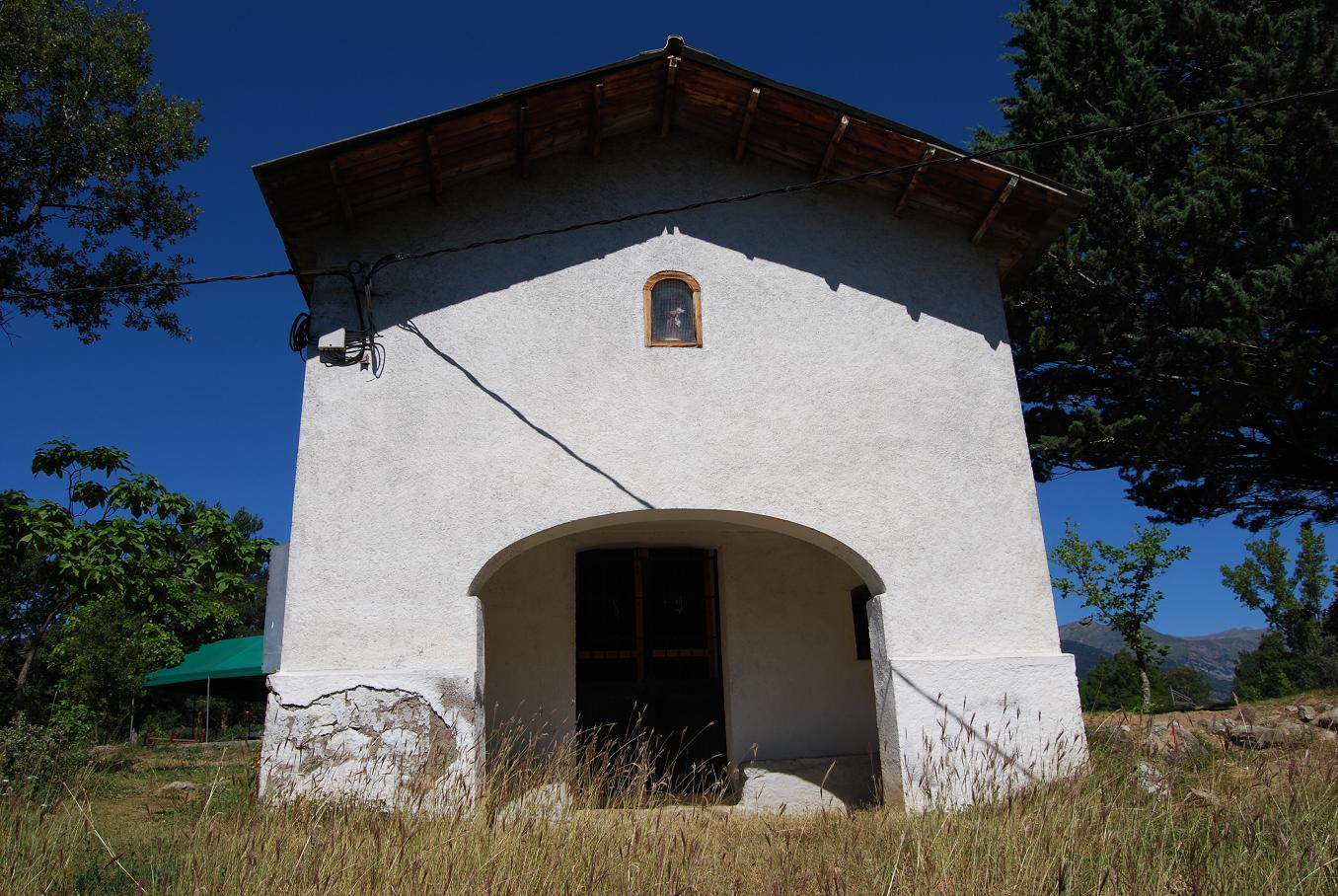
Antoniuskapelle
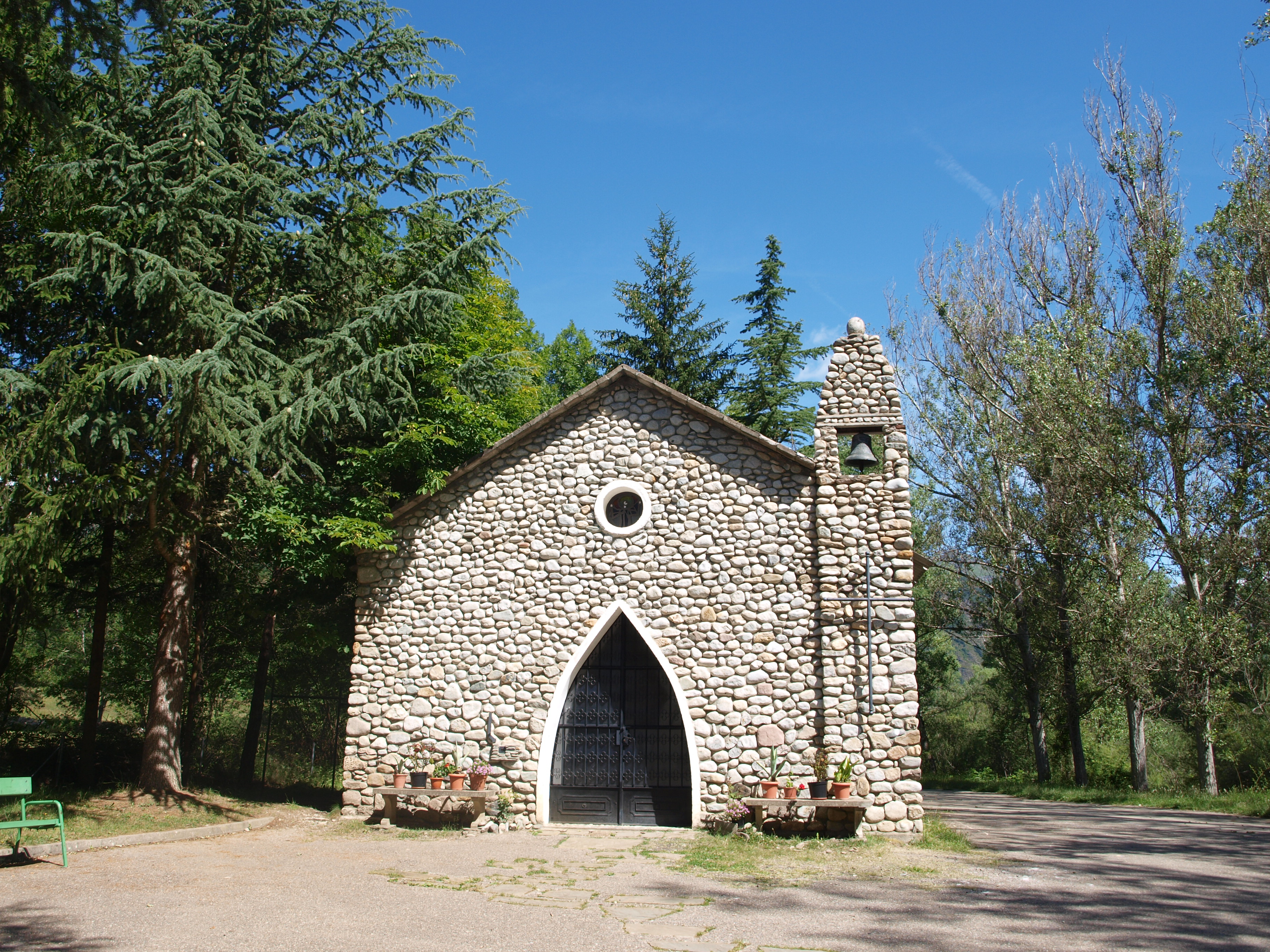
Marienkapelle
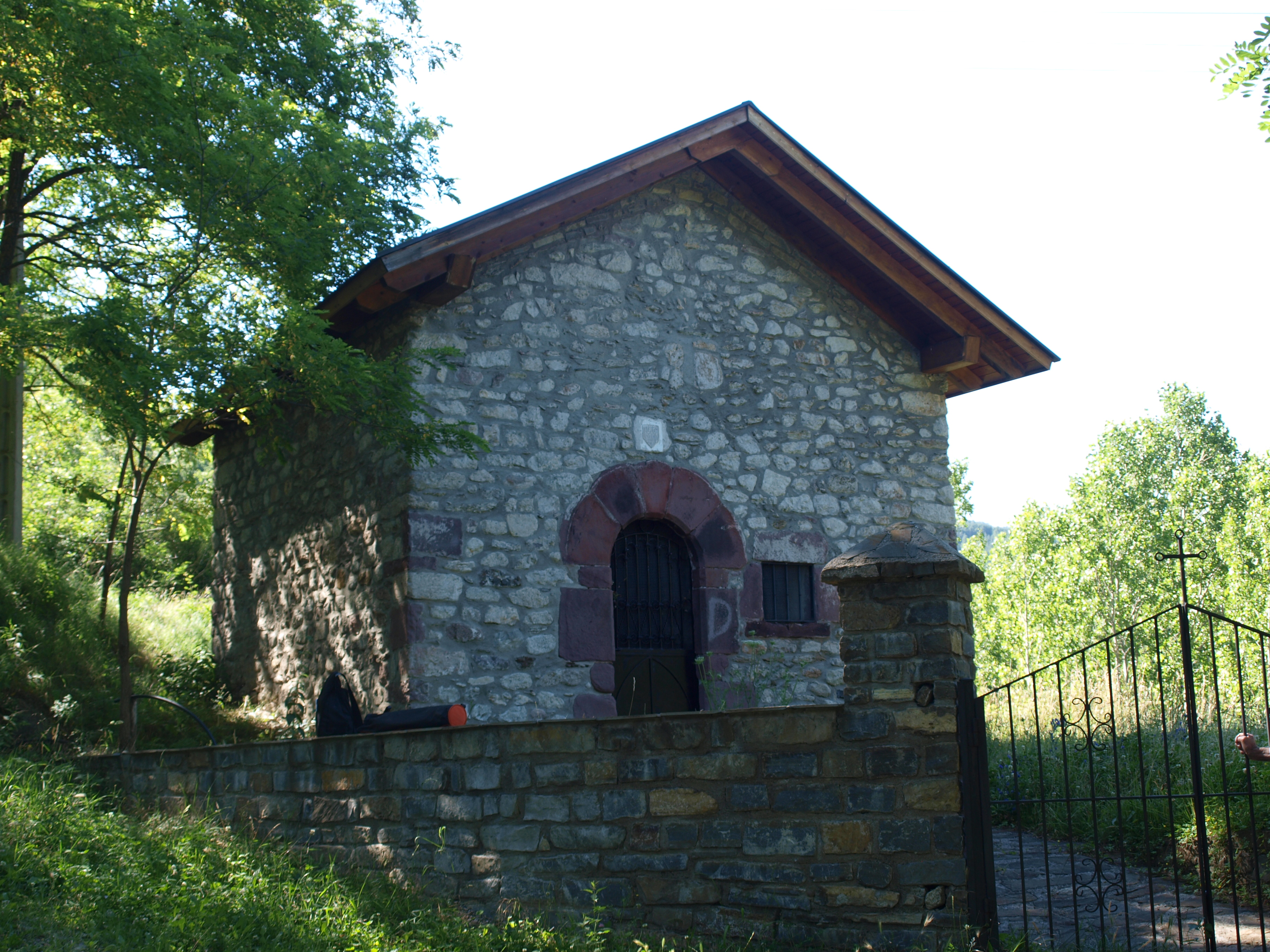
Maméskapelle
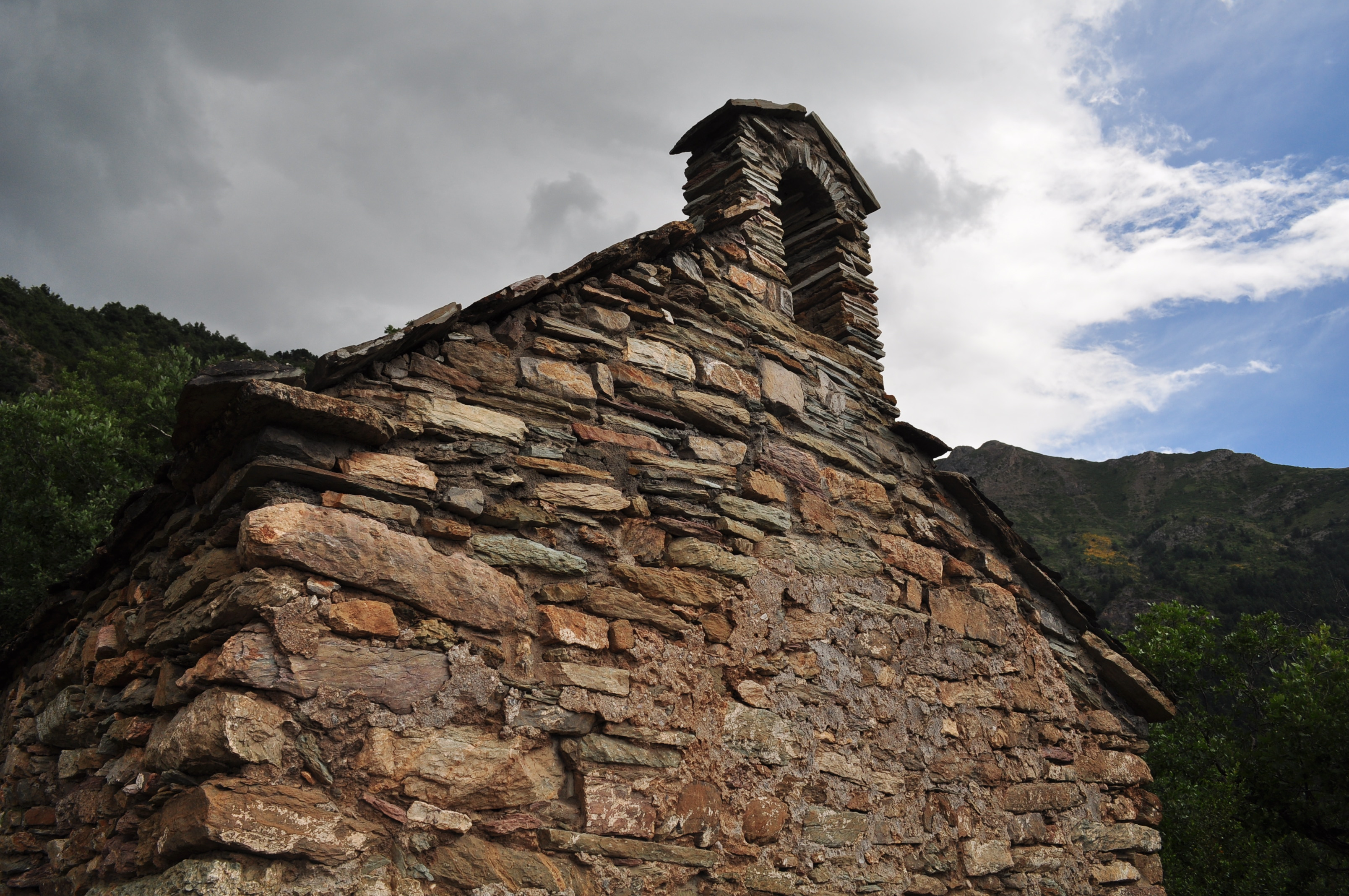
Salvatorkapelle

- Clemenskirche
- Antoniuskapelle
- Marienkapelle
- Maméskapelle
- Salvatorkapelle